# Piranga flava
Piranga flava là một loài chim trong họ Cardinalidae.